# Paul Mercurio
Paul Joseph Mercurio (ur. 31 marca 1963 w Swan Hill) – australijski aktor, tancerz i choreograf.

## Życiorys
Urodził się w Swan Hill, w stanie Wiktoria, w Australii jako syn Jean i aktora Augustino Eugenia „Gusa” Mercurio (1928–2010). Wychowywał się z siostrą Connie oraz dwoma braćmi – Michaelem i Joeyem. W 1963, od dziewiątego roku życia uczęszczał na zajęcia baletu. Do 19 roku życia był głównym tancerzem Sydney Dance Company – pełnił tę funkcję przez 10 lat. W tym czasie powierzono mu choreografię sześciu dzieł tej grupy. W sierpniu 1992 opuścił Sydney Dance Company, aby znaleźć Australian Choreographic Ensemble, gdzie tańczył w latach 1992–1998, gdzie był reżyserem, solistą i choreografem. Ukończył John Curtin College of the Arts. W Australian Ballet School w Melbourne uczył się tańca, a po swoim debiucie stał się bardzo cenionym i poszukiwanym choreografem oraz fenomenalnym tancerzem.
Za debiutancką rolę Scotta Hastingsa w filmie Roztańczony buntownik (Strictly ballroom, 1992) otrzymał nominację do nagrody Australian Film Institute.
W sierpniu 2008 był jurorem australijskiej wersji Dancing with the Stars i nowozelandzkich wersjach Dancing with the Stars. Był konsultantem na planie filmu Ja, robot (2004), reklamy Coca-Coli, a także musicalu Jesus Christ Superstar. W styczniu 2004 pracował podczas realizacji przedstawienia Goło i wesoło w Dance World Studios w Melbourne.
Mercurio uczy także studentów w pełnym wymiarze godzin w Dance World Studios w Melbourne w Australii.
5 grudnia 1987 ożenił się z Andreą Toy, z którą ma trzy córki: Elise, Emily i Erin.

## Wybrana filmografia
- 1992: Roztańczony buntownik (Strictly ballroom) jako Scott Hastings
- 1994: Ucieczka do Edenu (Exit to Eden) jako Elliot Slater
- 1995: Józef (Joseph) jako Józef
- 1997: Witajcie w krainie Woop Woop (Welcome to Woop Woop) jako Midget
- 1998: Pierwsze dziewięć i pół tygodnia (The First 9 1/2 Weeks) jako Matt Wade
- 2019: Sąsiedzi (Neighbours) jako Grant